# Gongylanthus richardsii
Gongylanthus richardsii là một loài rêu trong họ Arnelliaceae. Loài này được E.W. Jones mô tả khoa học đầu tiên năm 1964. Danh pháp khoa học của loài này chưa được làm sáng tỏ. 